# Ruslan Bichurin
Ruslán Bichurin (en ruso: Руслан Бичурин; Saransk, 14 de febrero de 1997) es un deportista ruso que compite en lucha grecorromana. Ganó una medalla de plata en el Campeonato Europeo de Lucha de 2024, en la categoría de 67 kg.

## Palmarés internacional
| Campeonato Europeo | Campeonato Europeo | Campeonato Europeo | Campeonato Europeo |
| Año                | Lugar              | Medalla            | Categoría          |
| ------------------ | ------------------ | ------------------ | ------------------ |
| 2024               | Bucarest (Rumania) | Medalla de plata   | 67 kg              |